# Iso Karppajärvi
Iso Karppajärvi är en sjö i kommunen Ikalis i landskapet Birkaland i Finland. Arean är 42 hektar och strandlinjen är 5,84 kilometer lång. Sjön  ingår i Kumo älvs huvudavrinningsområde.   Den ligger omkring 46 kilometer nordväst om Tammerfors och omkring 210 kilometer nordväst om Helsingfors. 
I sjön finns ön Pukkisaari. 